# Breznica, Prevalje
Breznica je naselje v Občini Prevalje.